# Ungulati
Gli ungulati (dal latino ungulatum, "provvisto di unghie", ossia zoccoli) costituiscono un superordine, comprendente in generale quegli animali che appoggiano il proprio peso corporeo sulla punta delle dita e che hanno perciò sviluppato le unghie a guisa di zoccoli per proteggerle dall'usura.
Attualmente il termine "ungulati" viene utilizzato per descrivere unicamente artiodattili e perissodattili, in quanto è opinione diffusa fra gli studiosi che il gruppo sia stato costituito riunendo animali fra loro simili, ma evolutisi in due modi paralleli. 
Gli ungulati diffusi, allo stato selvatico, sul territorio italiano sono: cinghiale, cervo, daino, capriolo, stambecco, muflone, camoscio alpino e camoscio appenninico o d'Abruzzo..

## Evoluzione
I primi ungulati (principalmente artiodattili e perissodattili) apparvero fra il tardo Paleocene e l'inizio dell'Eocene, circa 54 milioni di anni fa.

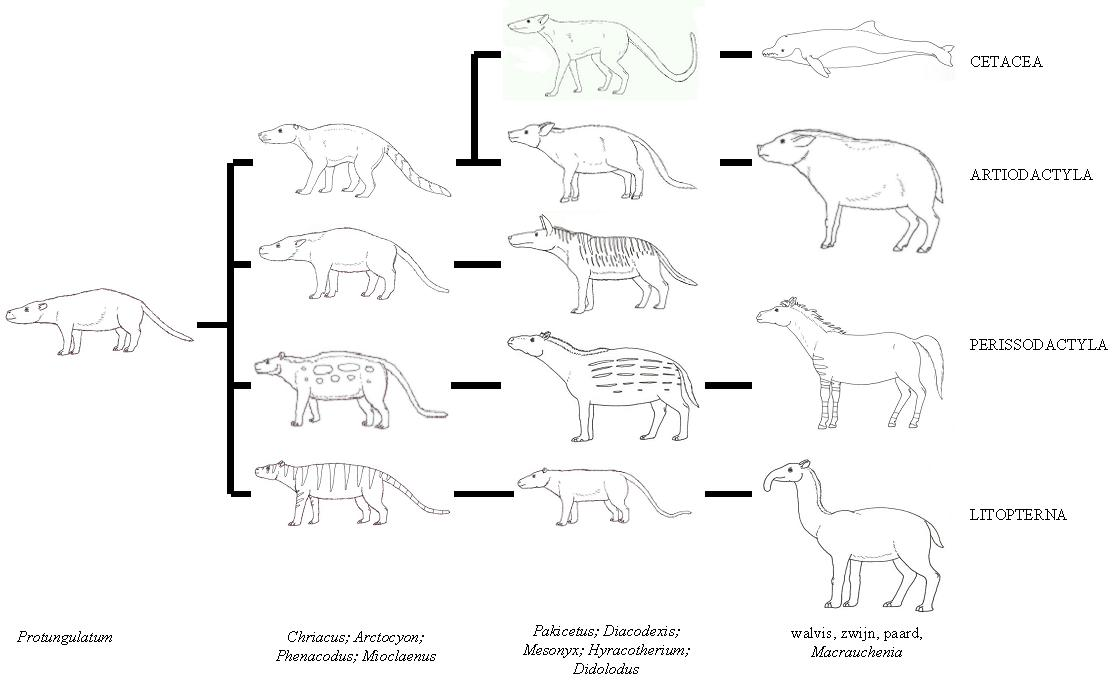
Grafico che mostra l'evoluzione per radiazione degli ungulati, a partire da un progenitore comune.

Con l'estinzione della fine del Cretaceo dei dinosauri non aviani, questi animali si trovarono con enormi spazi a disposizione, e ciò permise loro di riprodursi e diversificarsi in una varietà di forme, colonizzando durante l'Eocene gran parte delle terre emerse e, nel caso degli artiodattili, di estendere il proprio areale anche alle profondità marine sotto forma di cetacei: le recenti scoperte provenienti dal sequenziamento del DNA, supportate dal ritrovamento di resti fossili, hanno infatti messo gli studiosi di fronte al fatto che gli attuali cetacei altro non sono che artiodattili (in particolare legati a suidi ed ippopotami) evolutisi per vivere in un ambiente esclusivamente acquatico. Tale scoperta ha portato gli studiosi all'istituzione del superordine dei Cetartiodactyla per evidenziare la parentela fra i due gruppi, anche se in realtà sarebbe più corretto porre l'attuale ordine dei Cetacea come sottordine degli Artiodactyla.
I Paenungulata, invece, comprendono gli ordini degli Hyracoidea, Sirenia e Proboscidea, provvisti di rudimentali zoccoli ma dall'andatura plantigrada piuttosto che digitigrada. Questi animali (assieme agli ordini estinti dei Desmostylia e degli Embrithopoda) hanno origini antichissime: furono probabilmente fra i primi mammiferi a differenziarsi dall'antenato comune.

## Caratteristiche
Oltre agli zoccoli, altre caratteristiche comuni agli ungulati sono la riduzione dei canini, i molari di tipo bunodonte (di forma appiattita) e l'irrobustimento dell'astragalo.
Negli arti anteriori si riscontra generalmente (anche se non sempre) una fusione fra l'ulna ed il radio, che impedisce la rotazione degli avambracci. A causa della distanza filogenetica fra i vari gruppi di ungulati, tuttavia, si è più propensi ad ipotizzare che questa caratteristica sia un caso di convergenza evolutiva piuttosto che un tratto comune nell'ambito di un gruppo.
La maggior parte degli ungulati hanno abitudini erbivore, ma non mancano eccezioni significative: i cetacei e i Mesonychia sono (o sono stati) infatti degli autentici carnivori.

## Classificazione

### Classificazione tradizionale
La classificazione tradizionale dei mammiferi considerava quello degli ungulati un ordine al quale erano ascritti i seguenti sottordini:
- Artiodactyla (ungulati a unghie pari)
- Hyracoidea (procavie)
- Perissodactyla (ungulati ad unghie dispari, come equidi, rinoceronti e tapiri)
- Proboscidea (elefanti)
- Sirenia (dugonghi e lamantini)

I perissodattili, i sirenidi, gli elefanti e le procavie formavano il gruppo dei Mesaxonia, anche se perissodattili ed artiodattili venivano chiamati "veri ungulati" per distinguerli dagli altri, denominati Paenungulata.

### Scoperte recenti
La disputa sul fatto che il gruppo degli ungulati sia di origine cladistica (animali evolutisi per radiazione da un antenato comune) o fenetica (animali con adattamenti simili, in questo caso gli zoccoli, ma non necessariamente imparentati fra loro) è ancora aperta.
Con l'utilizzo delle recenti tecniche di sequenziamento genetico, l'unione del gruppo degli ungulati è venuta meno: artiodattili e perissodattili hanno rivelato una stupefacente affinità filogenetica con Carnivora e Pholidota, assieme ai quali condividono il gruppo dei Laurasiatheria.
I Paenungulata vengono invece attualmente classificati nel gruppo degli Afrotheria, così come l'oritteropo (anch'esso considerato un ungulato da alcuni) ed i toporagni elefante, ritenuti da alcuni ungulati primitivi a causa della conformazione delle zampe e della dentizione. La parentela fra l'oritteropo ed i Paenungulata viene messa in evidenza dalla loro classificazione nel clado degli Pseudungulata, anche se attualmente l'oritteropo viene classificato nel clado degli Afroinsectiphilia assieme a Macroscelidea ed Afrosoricida: alcuni autori propongono di rimediare al suo status incerto mantenendo sì il clado Pseudungulata, ma dandogli un rango equivalente ad Afroinsectiphilia e Paenungulata ed ascrivendovi unicamente l'oritteropo. Quel che è certo, tuttavia, è che né l'oritteropo, né i penungulati sono così strettamente imparentati con gli artiodattili ed i perissodattili come un tempo si credeva.
I vari ordini di ungulati sudamericani estinti, evolutisi in condizione d'isolamento quando il continente era una gigantesca isola, durante il Paleocene, vengono riuniti nel superordine contenitore dei Meridiungulata: il loro reale legame con gli altri ungulati è stato messo in discussione varie volte, ed in effetti la loro posizione filogenetica, in base alle analisi del DNA, pare più prossima agli Afrotheria ed agli Xenarthra, coi quali vengono classificati nella super-coorte degli Atlantogenata.
I condilartri, di conseguenza, non vengono più considerati gli antenati degli ungulati attuali, quanto piuttosto membri a sé stanti imparentati con questi ultimi, coi quali condividono la coorte dei Laurasiatheria.
I fatti sopra elencati lasciano supporre che la tipica morfologia degli ungulati si sia originata tre volte in modo indipendente: i Meridiungulata, gli Afrotheria e i "veri" ungulati che sono nel gruppo dei Laurasiatheria. Questo è un esempio di evoluzione convergente. Alcuni scienziati sono scettici al riguardo e dicono che non ci sono prove morfologiche che dividano gli ungulati in più cladi indipendenti.